# Llista de topònims de les Masies de Voltregà
Llista de topònims (noms propis de lloc) del municipi de les Masies de Voltregà, a Osona
Informació actualitzada per un bot. Els canvis manuals es perdran quan s'actualitzi!

## casa
| imatge | Nom                                         | Ubicat a               | instància de | Detalls                                                  | coordenades                                          | Protecció                                  | Commons (més fotos)                         | Dades a WD                    |
| ------ | ------------------------------------------- | ---------------------- | ------------ | -------------------------------------------------------- | ---------------------------------------------------- | ------------------------------------------ | ------------------------------------------- | ----------------------------- |
|        | Renart                                      | les Masies de Voltregà | casa         | Estil: arquitectura popular                              | 42° 00′ 12″ N, 2° 14′ 24″ E / 42.00347°N,2.23988°E   | bé integrant del patrimoni cultural català | Renart (les Masies de Voltregà)             | Modifica les dades a Wikidata |
|        | casa a la plaça Nova, 6                     | les Masies de Voltregà | casa         | Estil: arquitectura popular Estat: enderrocat o destruït | 42° 00′ 10″ N, 2° 14′ 30″ E / 42.002821°N,2.241668°E | bé integrant del patrimoni cultural català |                                             | Modifica les dades a Wikidata |
|        | casa al carrer Marquès de Palmerola, 15     | les Masies de Voltregà | casa         | Estil: arquitectura popular                              | 42° 00′ 12″ N, 2° 14′ 24″ E / 42.00342°N,2.23996°E   | bé integrant del patrimoni cultural català | Casa al carrer Marquès de Palmerola, 15     | Modifica les dades a Wikidata |
|        | casa al carrer Marquès de Palmerola, 21     | les Masies de Voltregà | casa         | Estil: arquitectura popular                              | 42° 00′ 13″ N, 2° 14′ 23″ E / 42.00349°N,2.23981°E   | bé integrant del patrimoni cultural català | Casa al carrer Marquès de Palmerola, 21     | Modifica les dades a Wikidata |
|        | casa al carrer Marquès de Palmerola, 25     | les Masies de Voltregà | casa         | Estil: arquitectura popular                              | 42° 00′ 13″ N, 2° 14′ 23″ E / 42.00356°N,2.2396°E    | bé integrant del patrimoni cultural català | Casa al carrer Marquès de Palmerola, 25     | Modifica les dades a Wikidata |
|        | casa al carrer Marquès de Palmerola, 29     | les Masies de Voltregà | casa         | Estil: arquitectura popular                              | 42° 00′ 13″ N, 2° 14′ 22″ E / 42.00367°N,2.23943°E   | bé integrant del patrimoni cultural català | Casa al carrer Marquès de Palmerola, 29     | Modifica les dades a Wikidata |
|        | casa al carrer Marquès de Palmerola, 35     | les Masies de Voltregà | casa         | Estil: arquitectura popular                              | 42° 00′ 14″ N, 2° 14′ 22″ E / 42.00392°N,2.23937°E   | bé integrant del patrimoni cultural català | Casa al carrer Marquès de Palmerola, 35     | Modifica les dades a Wikidata |
|        | casa al carrer del Marquès de Palmerola, 31 | les Masies de Voltregà | casa         | Estil: arquitectura popular                              | 42° 00′ 14″ N, 2° 14′ 22″ E / 42.0038°N,2.23938°E    | bé integrant del patrimoni cultural català | Casa al carrer del Marquès de Palmerola, 31 | Modifica les dades a Wikidata |
|        | el Rebost                                   | les Masies de Voltregà | casa         | Estil: arquitectura popular                              | 42° 00′ 12″ N, 2° 14′ 25″ E / 42.00334°N,2.24014°E   | bé integrant del patrimoni cultural català | El Rebost (les Masies de Voltregà)          | Modifica les dades a Wikidata |

## conjunt d'edificis
| imatge | Nom              | Ubicat a               | instància de       | Detalls      | coordenades | Protecció | Commons (més fotos) | Dades a WD                    |
| ------ | ---------------- | ---------------------- | ------------------ | ------------ | --- | --------- | ------------------- | ----------------------------- |
|        | Casanovas        | les Masies de Voltregà | conjunt d'edificis | 17th century | 42° 01′ 40″ N, 2° 14′ 15″ E / 42.02791°N,2.23751°E ca:Mas Casanovas, Can Bondia. 08509 Les Masies de Voltregà. |           |                     | Modifica les dades a Wikidata |
|        | Indústries Rivas | les Masies de Voltregà | conjunt d'edificis | 19th century | 42° 00′ 37″ N, 2° 14′ 56″ E / 42.01027°N,2.24886°E ca:El Poble-Sec. 08508 Les Masies de Voltregà.              |           |                     | Modifica les dades a Wikidata |

## curs d'aigua
| imatge | Nom               | Ubicat a                                                                                                | instància de               | Detalls                                                 | coordenades                                                                                               | Protecció | Commons (més fotos) | Dades a WD                    |
| ------ | ----------------- | --- | -------------------------- | ------------------------------------------------------- | --- | --------- | ------------------- | ----------------------------- |
|        | Ter               | Ripollès Osona Selva Gironès Baix Empordà                                                               | curs d'aigua riu principal | Desemboca: mar Mediterrània Llarg: 208km Conca: 3010km² | 42° 25′ 40″ N, 2° 15′ 24″ E / 42.427778°N,2.256667°E 42° 01′ 24″ N, 3° 11′ 31″ E / 42.02347°N,3.19187°E   |           | Ter River           | Modifica les dades a Wikidata |
|        | riera de Sorreigs | Sant Agustí de Lluçanès Sant Boi de Lluçanès Sobremunt Santa Cecília de Voltregà les Masies de Voltregà | curs d'aigua               | Desemboca: Ter                                          | 42° 04′ 18″ N, 2° 07′ 26″ E / 42.071592°N,2.123775°E 41° 59′ 40″ N, 2° 14′ 56″ E / 41.994419°N,2.248757°E |           | Riera de Sorreigs   | Modifica les dades a Wikidata |

## edifici
| imatge | Nom                                                       | Ubicat a               | instància de | Detalls                     | coordenades | Protecció                                  | Commons (més fotos)                                      | Dades a WD                    |
| ------ | --------------------------------------------------------- | ---------------------- | ------------ | --------------------------- | --- | ------------------------------------------ | -------------------------------------------------------- | ----------------------------- |
|        | Casa Diocesana d'Espiritualitat                           | les Masies de Voltregà | edifici      | Estil: arquitectura popular | 42° 00′ 13″ N, 2° 14′ 25″ E / 42.00368°N,2.24041°E                                                                | bé integrant del patrimoni cultural català | Casa Diocesana d'Espiritualitat (les Masies de Voltregà) | Modifica les dades a Wikidata |
|        | Filatures Gallifa (General Marquet o Fàbrica Casacuberta) | les Masies de Voltregà | edifici      |                             | 42° 01′ 13″ N, 2° 15′ 03″ E / 42.02034°N,2.25087°E ca:Gallifa. 08509 Les Masies de Voltregà.                      |                                            |                                                          | Modifica les dades a Wikidata |
|        | Rectoria del santuari de la Gleva                         | les Masies de Voltregà | edifici      |                             | 42° 00′ 12″ N, 2° 14′ 28″ E / 42.00338°N,2.24123°E ca:Plaça del Santuari, La Gleva. 08508 Les Masies de Voltregà. |                                            |                                                          | Modifica les dades a Wikidata |

## entitat singular de població
| imatge | Nom                    | Ubicat a               | instància de                                                                   | Detalls                                         | coordenades | Protecció                                            | Commons (més fotos) | Dades a WD                    |
| ------ | ---------------------- | ---------------------- | ------------------------------------------------------------------------------ | ----------------------------------------------- | --- | ---------------------------------------------------- | ------------------- | ----------------------------- |
|        | Borrissola             | les Masies de Voltregà | entitat singular de població                                                   | 32 hab                                          | 41° 59′ 22″ N, 2° 14′ 14″ E / 41.9895594010752°N,2.23709295696102°E 486 msnm                                         |                                                      |                     | Modifica les dades a Wikidata |
|        | Conanglell             | les Masies de Voltregà | entitat singular de població quadra ens local històric de Catalunya            | Estil: arquitectura popular 12nd century 92 hab | 42° 02′ 47″ N, 2° 14′ 45″ E / 42.046322°N,2.245851°E 514 msnm                                                        | bé d'interès cultural bé cultural d'interès nacional | Conanglell          | Modifica les dades a Wikidata |
|        | Gallifa                | les Masies de Voltregà | entitat singular de població                                                   | 34 hab                                          | 42° 01′ 25″ N, 2° 14′ 54″ E / 42.02351817°N,2.24846771°E 493 msnm                                                    |                                                      |                     | Modifica les dades a Wikidata |
|        | Quintanes              | les Masies de Voltregà | entitat singular de població                                                   | 19 hab                                          | 42° 02′ 10″ N, 2° 12′ 05″ E / 42.036150967465°N,2.2015000729924°E 598 msnm                                           |                                                      |                     | Modifica les dades a Wikidata |
|        | Sant Miquel d'Ordeig   | les Masies de Voltregà | entitat singular de població ens local històric de Catalunya                   | 16 hab                                          | 42° 02′ 09″ N, 2° 13′ 16″ E / 42.0359037867003°N,2.22114325231989°E 553 msnm                                         |                                                      |                     | Modifica les dades a Wikidata |
|        | Vinyoles d'Orís        | les Masies de Voltregà | entitat singular de població ens local històric de Catalunya                   | 663 hab                                         | 42° 02′ 26″ N, 2° 13′ 51″ E / 42.040557°N,2.230709°E 562 msnm                                                        |                                                      | Vinyoles d'Orís     | Modifica les dades a Wikidata |
|        | el Despujol            | les Masies de Voltregà | entitat singular de població                                                   | 652 hab                                         | 42° 01′ 00″ N, 2° 14′ 47″ E / 42.016640567234°N,2.2464314684781°E 484 msnm                                           |                                                      |                     | Modifica les dades a Wikidata |
|        | el Poble-sec           | les Masies de Voltregà | entitat singular de població                                                   | 522 hab                                         | 42° 00′ 29″ N, 2° 14′ 37″ E / 42.008°N,2.243603°E 474 msnm                                                           |                                                      |                     | Modifica les dades a Wikidata |
|        | el Pou                 | les Masies de Voltregà | entitat singular de població                                                   | 4 hab                                           | 42° 00′ 49″ N, 2° 12′ 54″ E / 42.013728411489°N,2.2150654113249°E 661 msnm                                           |                                                      |                     | Modifica les dades a Wikidata |
|        | la Colònia Lacambra    | les Masies de Voltregà | entitat singular de població                                                   | 1 hab                                           | 42° 02′ 21″ N, 2° 14′ 18″ E / 42.039137°N,2.238396°E 488 msnm                                                        |                                                      |                     | Modifica les dades a Wikidata |
|        | la Gleva               | les Masies de Voltregà | entitat singular de població                                                   | 1200 hab                                        | 42° 00′ 14″ N, 2° 14′ 09″ E / 42.00396062627°N,2.2357134014792°E ca:La Gleva. 08508 Les Masies de Voltregà. 484 msnm |                                                      |                     | Modifica les dades a Wikidata |
|        | les Masies de Voltregà | les Masies de Voltregà | entitat singular de població capital municipal ens local històric de Catalunya | 57 hab                                          | 42° 01′ 21″ N, 2° 14′ 05″ E / 42.02242615°N,2.234846365°E 523 msnm                                                   |                                                      |                     | Modifica les dades a Wikidata |

## església
| imatge | Nom                                    | Ubicat a               | instància de      | Detalls                                         | coordenades                                                                                            | Protecció                                  | Commons (més fotos)                              | Dades a WD                    |
| ------ | -------------------------------------- | ---------------------- | ----------------- | ----------------------------------------------- | --- | ------------------------------------------ | ------------------------------------------------ | ----------------------------- |
|        | Mare de Déu de Fàtima                  | les Masies de Voltregà | església capella  |                                                 | 42° 01′ 20″ N, 2° 14′ 43″ E / 42.0221051959841°N,2.24532431983043°E 530 msnm                           |                                            |                                                  | Modifica les dades a Wikidata |
|        | Mare de Déu de la Gleva                | les Masies de Voltregà | església santuari | Estil: arquitectura barroca 1760s               | 42° 00′ 13″ N, 2° 14′ 28″ E / 42.0035°N,2.24108°E ca:Pl. del Santuari                                  | bé cultural d'interès local                | Santuari de la Mare de Déu de la Gleva           | Modifica les dades a Wikidata |
|        | Sant Esteve de Vinyoles d'Orís         | Vinyoles d'Orís        | església          | Estil: arquitectura romànica 10th century       | 42° 02′ 32″ N, 2° 13′ 49″ E / 42.042203°N,2.230324°E ca:Pl. Mossèn Jacint Verdaguer, Vinyoles 548 msnm | bé integrant del patrimoni cultural català | Sant Esteve de Vinyoles d'Orís                   | Modifica les dades a Wikidata |
|        | Sant Martí Xic                         | les Masies de Voltregà | església          | Estil: arquitectura romànica 11st century       | 42° 00′ 39″ N, 2° 12′ 22″ E / 42.01074°N,2.206068°E ca:El Pou. 08508 Les Masies de Voltregà. 844 msnm  | bé integrant del patrimoni cultural català | Sant Martí Xic                                   | Modifica les dades a Wikidata |
|        | capella de Sant Francesc de Paula      | les Masies de Voltregà | església capella  | Estil: arquitectura neoclàssica                 | 42° 02′ 13″ N, 2° 14′ 21″ E / 42.0369°N,2.2393°E                                                       | bé integrant del patrimoni cultural català |                                                  | Modifica les dades a Wikidata |
|        | capella de Sant Miquel d'Ordeig        | les Masies de Voltregà | església          | Estil: arquitectura romànica 12nd century       | 42° 02′ 07″ N, 2° 13′ 18″ E / 42.035363°N,2.221769°E ca:Sant Miquel d'Ordeig 527 msnm                  | bé integrant del patrimoni cultural català | Capella de Sant Miquel d'Ordeig                  | Modifica les dades a Wikidata |
|        | capella de Santa Bàrbara de Conanglell | les Masies de Voltregà | església capella  | Estil: historicisme arquitectònic 19th century  | 42° 02′ 39″ N, 2° 14′ 45″ E / 42.0443°N,2.24583°E ca:Ctra. BV-5225 Vinyoles a Torelló 509 msnm         | bé integrant del patrimoni cultural català | Santa Bàrbara de Conanglell                      | Modifica les dades a Wikidata |
|        | església de Sant Esteve de Vinyoles    | les Masies de Voltregà | església          | Arquitecte: Jordi Bonet i Armengol 20th century | 42° 02′ 27″ N, 2° 13′ 50″ E / 42.04073°N,2.23052°E ca:C. Major, Vinyoles d'Orís 529 msnm               | bé integrant del patrimoni cultural català | Sant Esteve de Vinyoles (les Masies de Voltregà) | Modifica les dades a Wikidata |

## granja
| imatge | Nom                     | Ubicat a               | instància de | Detalls | coordenades                                                         | Protecció | Commons (més fotos) | Dades a WD                    |
| ------ | ----------------------- | ---------------------- | ------------ | ------- | ------------------------------------------------------------------- | --------- | ------------------- | ----------------------------- |
|        | Granges Baldiri         | les Masies de Voltregà | granja       |         | 41° 59′ 11″ N, 2° 14′ 13″ E / 41.986347014659°N,2.23683763992568°E  |           |                     | Modifica les dades a Wikidata |
|        | Granges La Cervera      | les Masies de Voltregà | granja       |         | 42° 02′ 22″ N, 2° 13′ 32″ E / 42.039446694798°N,2.2256307650279°E   |           |                     | Modifica les dades a Wikidata |
|        | Granges d'en Solà       | les Masies de Voltregà | granja       |         | 42° 01′ 49″ N, 2° 12′ 36″ E / 42.0302614393496°N,2.20997743080448°E |           |                     | Modifica les dades a Wikidata |
|        | Granges de Terragrisa   | les Masies de Voltregà | granja       |         | 41° 59′ 44″ N, 2° 14′ 09″ E / 41.995572902731°N,2.23595470220728°E  |           |                     | Modifica les dades a Wikidata |
|        | Granges del Castelló    | les Masies de Voltregà | granja       |         | 42° 02′ 14″ N, 2° 11′ 58″ E / 42.0371603249162°N,2.19956218848245°E |           |                     | Modifica les dades a Wikidata |
|        | Granges del Cinto Soler | les Masies de Voltregà | granja       |         | 42° 02′ 04″ N, 2° 12′ 34″ E / 42.0345534429372°N,2.20938062505898°E |           |                     | Modifica les dades a Wikidata |
|        | Granges del Dalmau      | les Masies de Voltregà | granja       |         | 42° 02′ 04″ N, 2° 14′ 22″ E / 42.0345769877069°N,2.23952280483009°E |           |                     | Modifica les dades a Wikidata |
|        | Granja Puig             | les Masies de Voltregà | granja       |         | 41° 59′ 55″ N, 2° 14′ 31″ E / 41.9987115836957°N,2.24205093536433°E |           |                     | Modifica les dades a Wikidata |
|        | Granja del Ferran       | les Masies de Voltregà | granja       |         | 42° 00′ 26″ N, 2° 14′ 10″ E / 42.0071375561736°N,2.2359853965718°E  |           |                     | Modifica les dades a Wikidata |

## masia
| imatge | Nom                        | Ubicat a               | instància de | Detalls                                                                             | coordenades | Protecció                                  | Commons (més fotos) | Dades a WD                    |
| ------ | -------------------------- | ---------------------- | ------------ | ----------------------------------------------------------------------------------- | --- | ------------------------------------------ | ------------------- | ----------------------------- |
|        | Ca l'Eduald                | les Masies de Voltregà | masia        |                                                                                     | 42° 03′ 01″ N, 2° 14′ 32″ E / 42.0503211061206°N,2.24235606612132°E |                                            |                     | Modifica les dades a Wikidata |
|        | Ca la Dalda                | les Masies de Voltregà | masia        | 19th century                                                                        | 42° 02′ 14″ N, 2° 13′ 55″ E / 42.0370845226216°N,2.23196605351192°E ca:Cantonada carrer de Sant Esteve s/n amb camí de Sant Miquel, Vinyoles. 08509 Les Masies de Voltregà. |                                            |                     | Modifica les dades a Wikidata |
|        | Cal Blau                   | les Masies de Voltregà | masia        |                                                                                     | 42° 01′ 30″ N, 2° 12′ 43″ E / 42.0251134244317°N,2.21182891562097°E |                                            |                     | Modifica les dades a Wikidata |
|        | Cal Calciner               | les Masies de Voltregà | masia        |                                                                                     | 42° 02′ 12″ N, 2° 13′ 58″ E / 42.0366045110666°N,2.23291419334567°E |                                            |                     | Modifica les dades a Wikidata |
|        | Cal Gras                   | les Masies de Voltregà | masia        |                                                                                     | 42° 01′ 59″ N, 2° 12′ 57″ E / 42.0331747862177°N,2.215848902929°E |                                            |                     | Modifica les dades a Wikidata |
|        | Cal Pagès                  | les Masies de Voltregà | masia        |                                                                                     | 42° 01′ 25″ N, 2° 14′ 03″ E / 42.0236884295881°N,2.23415659294326°E |                                            |                     | Modifica les dades a Wikidata |
|        | Cal Pastor                 | les Masies de Voltregà | masia        |                                                                                     | 42° 01′ 26″ N, 2° 14′ 02″ E / 42.0238484386601°N,2.23384061543636°E |                                            |                     | Modifica les dades a Wikidata |
|        | Can Cama                   | les Masies de Voltregà | masia        |                                                                                     | 42° 02′ 08″ N, 2° 13′ 43″ E / 42.0354854989479°N,2.22855421088769°E |                                            |                     | Modifica les dades a Wikidata |
|        | Can Celles                 | les Masies de Voltregà | masia        |                                                                                     | 41° 59′ 50″ N, 2° 14′ 30″ E / 41.9971421682928°N,2.24170733698004°E |                                            |                     | Modifica les dades a Wikidata |
|        | Can Cirera                 | les Masies de Voltregà | masia        |                                                                                     | 42° 00′ 40″ N, 2° 14′ 16″ E / 42.0110856372339°N,2.23782211666148°E |                                            |                     | Modifica les dades a Wikidata |
|        | Can Corretja               | les Masies de Voltregà | masia        |                                                                                     | 42° 02′ 41″ N, 2° 13′ 12″ E / 42.0447857533984°N,2.2200439612863°E |                                            |                     | Modifica les dades a Wikidata |
|        | Can Dot                    | les Masies de Voltregà | masia        |                                                                                     | 42° 02′ 03″ N, 2° 14′ 16″ E / 42.0340973066362°N,2.23781301228973°E |                                            |                     | Modifica les dades a Wikidata |
|        | Can Marçal                 | les Masies de Voltregà | masia        |                                                                                     | 41° 59′ 26″ N, 2° 14′ 12″ E / 41.9904255569603°N,2.23661990317182°E |                                            |                     | Modifica les dades a Wikidata |
|        | Can Paiella                | les Masies de Voltregà | masia        |                                                                                     | 41° 59′ 26″ N, 2° 14′ 37″ E / 41.9906347271028°N,2.24372830744321°E |                                            |                     | Modifica les dades a Wikidata |
|        | Can Patafi                 | les Masies de Voltregà | masia        |                                                                                     | 42° 01′ 41″ N, 2° 14′ 19″ E / 42.0281770079559°N,2.23871725585874°E ca:Can Patafi, Can Bondia. 08509 Les Masies de Voltregà.                                                |                                            |                     | Modifica les dades a Wikidata |
|        | Can Querol                 | les Masies de Voltregà | masia        |                                                                                     | 42° 00′ 21″ N, 2° 13′ 49″ E / 42.0057129034554°N,2.23035101993037°E |                                            |                     | Modifica les dades a Wikidata |
|        | Can Redortra               | les Masies de Voltregà | masia        |                                                                                     | 42° 01′ 55″ N, 2° 14′ 25″ E / 42.0318795615276°N,2.2402073156218°E |                                            |                     | Modifica les dades a Wikidata |
|        | Can Teula                  | les Masies de Voltregà | masia        |                                                                                     | 42° 01′ 18″ N, 2° 14′ 03″ E / 42.0217426876941°N,2.2341074709507°E |                                            |                     | Modifica les dades a Wikidata |
|        | Can Valentí                | les Masies de Voltregà | masia        |                                                                                     | 42° 01′ 38″ N, 2° 13′ 53″ E / 42.0273093422663°N,2.23150390129763°E |                                            |                     | Modifica les dades a Wikidata |
|        | Can Vernis                 | les Masies de Voltregà | masia        | 18th century                                                                        | 42° 01′ 38″ N, 2° 14′ 16″ E / 42.0271268011126°N,2.23789628397895°E ca:Can Vernis, Can Bondia. 08509 Les Masies de Voltregà.                                                |                                            |                     | Modifica les dades a Wikidata |
|        | Caseta d'en Ponç           | les Masies de Voltregà | masia        |                                                                                     | 42° 01′ 23″ N, 2° 14′ 22″ E / 42.023003779117°N,2.23955202706789°E |                                            |                     | Modifica les dades a Wikidata |
|        | Caseta del Plans           | les Masies de Voltregà | masia        |                                                                                     | 41° 59′ 41″ N, 2° 14′ 16″ E / 41.9947379886978°N,2.23771536298118°E |                                            |                     | Modifica les dades a Wikidata |
|        | Cornelles                  | les Masies de Voltregà | masia        | Estil: arquitectura popular                                                         | 42° 01′ 59″ N, 2° 12′ 57″ E / 42.03305°N,2.21571°E ca:Mas Cornelles, Sant Miquel d'Ordeig. 08509 Les Masies de Voltregà.                                                    | bé integrant del patrimoni cultural català |                     | Modifica les dades a Wikidata |
|        | Corominetes                | les Masies de Voltregà | masia        |                                                                                     | 42° 02′ 19″ N, 2° 13′ 30″ E / 42.038568812201°N,2.22500108267892°E |                                            |                     | Modifica les dades a Wikidata |
|        | Gallifa                    | les Masies de Voltregà | masia        |                                                                                     | 42° 01′ 32″ N, 2° 14′ 47″ E / 42.02553°N,2.24651°E ca:Mas Gallifa, Gallifa. 08509 Les Masies de Voltregà.                                                                   | bé integrant del patrimoni cultural català |                     | Modifica les dades a Wikidata |
|        | Gibraltar                  | les Masies de Voltregà | masia        |                                                                                     | 42° 01′ 43″ N, 2° 13′ 43″ E / 42.0287400741624°N,2.22862369711609°E |                                            |                     | Modifica les dades a Wikidata |
|        | Mas Ordeig                 | les Masies de Voltregà | masia        | Arquitecte: Josep Maria Pericas i Morros Estil: arquitectura eclèctica 17th century | 42° 02′ 17″ N, 2° 14′ 12″ E / 42.0379266371217°N,2.23669197417183°E ca:La Farga Lacambra 507 msnm                                                                           | bé integrant del patrimoni cultural català | Mas Ordeig          | Modifica les dades a Wikidata |
|        | Mas Quintanes              | les Masies de Voltregà | masia        | Estil: arquitectura popular 18th century                                            | 42° 02′ 05″ N, 2° 12′ 23″ E / 42.03466°N,2.20637°E ca:Ctra. BV-4608, km 16                                                                                                  | bé integrant del patrimoni cultural català | Mas Quintanes       | Modifica les dades a Wikidata |
|        | Masferrer                  | les Masies de Voltregà | masia        | 18th century                                                                        | 42° 01′ 34″ N, 2° 13′ 11″ E / 42.0260232745409°N,2.21976600669946°E ca:Masia Masferrer, Quintanes. 08509 Les Masies de Voltregà.                                            |                                            |                     | Modifica les dades a Wikidata |
|        | Masoveria Casanovas        | les Masies de Voltregà | masia        | 17th century                                                                        | 42° 01′ 40″ N, 2° 14′ 14″ E / 42.02778°N,2.23719°E ca:Masoveria Casanovas, Can Bondia. 08509 Les Masies de Voltregà.                                                        |                                            |                     | Modifica les dades a Wikidata |
|        | Puiggròs                   | les Masies de Voltregà | masia        |                                                                                     | 42° 01′ 29″ N, 2° 13′ 26″ E / 42.0247369240776°N,2.22398532730986°E |                                            |                     | Modifica les dades a Wikidata |
|        | Remolins                   | les Masies de Voltregà | masia        |                                                                                     | 42° 02′ 46″ N, 2° 15′ 09″ E / 42.0461992455685°N,2.25244631710369°E |                                            |                     | Modifica les dades a Wikidata |
|        | Rispau                     | les Masies de Voltregà | masia        |                                                                                     | 42° 01′ 22″ N, 2° 13′ 55″ E / 42.0228895883517°N,2.23187118124518°E |                                            |                     | Modifica les dades a Wikidata |
|        | Serratosa                  | les Masies de Voltregà | masia        | Estil: arquitectura popular 16th century                                            | 42° 01′ 16″ N, 2° 13′ 02″ E / 42.02099°N,2.21733°E ca:Ctra. BV-4608, km 15 701 msnm                                                                                         | bé integrant del patrimoni cultural català | Serratosa           | Modifica les dades a Wikidata |
|        | Sorribes                   | les Masies de Voltregà | masia        | 19th century                                                                        | 41° 59′ 05″ N, 2° 14′ 33″ E / 41.98483°N,2.24238°E ca:Mas Sorribes, Burrissola. 08508 Les Masies de Voltregà.                                                               |                                            |                     | Modifica les dades a Wikidata |
|        | Torroella                  | les Masies de Voltregà | masia        |                                                                                     | 41° 59′ 18″ N, 2° 14′ 48″ E / 41.9883119261549°N,2.24660488939283°E ca:Mas Torruella, Burrissola. 08508 Les Masies de Voltregà.                                             |                                            |                     | Modifica les dades a Wikidata |
|        | Vila-setrú                 | les Masies de Voltregà | masia        |                                                                                     | 42° 02′ 00″ N, 2° 14′ 09″ E / 42.0332560007846°N,2.23590220053564°E |                                            |                     | Modifica les dades a Wikidata |
|        | el Bellestar               | les Masies de Voltregà | masia        |                                                                                     | 42° 01′ 40″ N, 2° 13′ 27″ E / 42.0276564359851°N,2.2241914167161°E |                                            |                     | Modifica les dades a Wikidata |
|        | el Camparràs               | les Masies de Voltregà | masia        |                                                                                     | 42° 01′ 30″ N, 2° 14′ 30″ E / 42.0248907384433°N,2.24160718334494°E |                                            |                     | Modifica les dades a Wikidata |
|        | el Camps                   | les Masies de Voltregà | masia        | 17th century                                                                        | 42° 01′ 12″ N, 2° 14′ 28″ E / 42.02005°N,2.24123°E ca:Mas El Camps, Can Bondia. 08509 Les Masies de Voltregà.                                                               |                                            |                     | Modifica les dades a Wikidata |
|        | el Canyet                  | les Masies de Voltregà | masia        |                                                                                     | 42° 02′ 41″ N, 2° 13′ 40″ E / 42.0446390203104°N,2.22764599904853°E |                                            |                     | Modifica les dades a Wikidata |
|        | el Castelló                | les Masies de Voltregà | masia        |                                                                                     | 42° 02′ 09″ N, 2° 11′ 58″ E / 42.0358722528406°N,2.19954210841938°E |                                            |                     | Modifica les dades a Wikidata |
|        | el Colomer                 | les Masies de Voltregà | masia        |                                                                                     | 42° 01′ 12″ N, 2° 14′ 56″ E / 42.0199304261884°N,2.248804454403°E ca:Mas El Colomer, Gallifa. 08509 Les Masies de Voltregà.                                                 |                                            |                     | Modifica les dades a Wikidata |
|        | el Dalmau                  | les Masies de Voltregà | masia        | 1720s                                                                               | 42° 01′ 46″ N, 2° 14′ 20″ E / 42.0294473100776°N,2.23877457954921°E ca:Mas El Dalmau, Can Bondia. 08509 Les Masies de Voltregà.                                             |                                            |                     | Modifica les dades a Wikidata |
|        | el Guinard                 | les Masies de Voltregà | masia        |                                                                                     | 42° 00′ 03″ N, 2° 14′ 16″ E / 42.0007551943357°N,2.23783674238946°E |                                            |                     | Modifica les dades a Wikidata |
|        | el Pla d'en Sala           | les Masies de Voltregà | masia        |                                                                                     | 42° 02′ 22″ N, 2° 13′ 20″ E / 42.0394866985595°N,2.22222313249665°E |                                            |                     | Modifica les dades a Wikidata |
|        | el Pou                     | les Masies de Voltregà | masia        | Estil: arquitectura popular 17th century                                            | 42° 00′ 51″ N, 2° 13′ 04″ E / 42.01419°N,2.21773°E ca:Mas El Pou, El Pou. 08508 Les Masies de Voltregà.                                                                     | bé integrant del patrimoni cultural català |                     | Modifica les dades a Wikidata |
|        | el Puig                    | les Masies de Voltregà | masia        |                                                                                     | 42° 01′ 25″ N, 2° 14′ 57″ E / 42.0234812631949°N,2.24914918635567°E |                                            |                     | Modifica les dades a Wikidata |
|        | el Rosset                  | les Masies de Voltregà | masia        |                                                                                     | 41° 59′ 33″ N, 2° 14′ 04″ E / 41.9926259679598°N,2.23433591812828°E |                                            |                     | Modifica les dades a Wikidata |
|        | el Serradal                | les Masies de Voltregà | masia        |                                                                                     | 42° 02′ 26″ N, 2° 12′ 10″ E / 42.040662189484°N,2.2026518091531°E |                                            |                     | Modifica les dades a Wikidata |
|        | el Soler Nou               | les Masies de Voltregà | masia        | 19th century                                                                        | 42° 02′ 06″ N, 2° 13′ 23″ E / 42.035087291769°N,2.22292916525158°E ca:Mas El Soler Nou, Sant Miquel d'Ordeig. 08509 Les Masies de Voltregà.                                 |                                            |                     | Modifica les dades a Wikidata |
|        | el Soler Vell              | les Masies de Voltregà | masia        |                                                                                     | 42° 02′ 07″ N, 2° 13′ 18″ E / 42.0352323686471°N,2.22174343299372°E |                                            |                     | Modifica les dades a Wikidata |
|        | el Soley                   | les Masies de Voltregà | masia        | 18th century                                                                        | 42° 01′ 15″ N, 2° 14′ 47″ E / 42.02073°N,2.24636°E ca:Mas El Soley, Gallifa. 08509 Les Masies de Voltregà.                                                                  |                                            |                     | Modifica les dades a Wikidata |
|        | l'Alzinar                  | les Masies de Voltregà | masia        |                                                                                     | 42° 01′ 32″ N, 2° 13′ 47″ E / 42.0255495021821°N,2.2296286240686°E |                                            |                     | Modifica les dades a Wikidata |
|        | la Barnoia                 | les Masies de Voltregà | masia        |                                                                                     | 42° 03′ 11″ N, 2° 14′ 02″ E / 42.0531466455592°N,2.23383904384697°E |                                            |                     | Modifica les dades a Wikidata |
|        | la Casa Nova de Dalt       | les Masies de Voltregà | masia        |                                                                                     | 42° 00′ 54″ N, 2° 12′ 07″ E / 42.0149029874914°N,2.20183412245923°E |                                            |                     | Modifica les dades a Wikidata |
|        | la Casa Nova de Quintanes  | les Masies de Voltregà | masia        |                                                                                     | 42° 01′ 41″ N, 2° 12′ 31″ E / 42.0279731620077°N,2.20858033756311°E |                                            |                     | Modifica les dades a Wikidata |
|        | la Casa Nova de la Baga    | les Masies de Voltregà | masia        |                                                                                     | 42° 02′ 28″ N, 2° 13′ 39″ E / 42.0411712258046°N,2.22760342152702°E |                                            |                     | Modifica les dades a Wikidata |
|        | la Casa Nova de les Basses | les Masies de Voltregà | masia        |                                                                                     | 41° 59′ 56″ N, 2° 14′ 03″ E / 41.9988032688864°N,2.23415319955837°E |                                            |                     | Modifica les dades a Wikidata |
|        | la Farigola                | les Masies de Voltregà | masia        |                                                                                     | 42° 01′ 55″ N, 2° 14′ 19″ E / 42.0319131426188°N,2.23847938260285°E |                                            |                     | Modifica les dades a Wikidata |
|        | la Rata                    | les Masies de Voltregà | masia        |                                                                                     | 42° 01′ 32″ N, 2° 14′ 00″ E / 42.0254398077696°N,2.23342288714673°E |                                            |                     | Modifica les dades a Wikidata |
|        | la Roca                    | les Masies de Voltregà | masia        |                                                                                     | 42° 00′ 23″ N, 2° 13′ 23″ E / 42.006348540798°N,2.22309787318828°E |                                            |                     | Modifica les dades a Wikidata |
|        | la Sala                    | les Masies de Voltregà | masia        | Estil: arquitectura popular                                                         | 42° 02′ 08″ N, 2° 13′ 16″ E / 42.03544°N,2.22118°E | bé integrant del patrimoni cultural català |                     | Modifica les dades a Wikidata |
|        | les Basses                 | les Masies de Voltregà | masia        | Estil: arquitectura popular 18th century                                            | 41° 59′ 50″ N, 2° 14′ 22″ E / 41.9972897378147°N,2.23950809892699°E ca:Mas Les Basses, La Gleva. 08508 Les Masies de Voltregà.                                              |                                            |                     | Modifica les dades a Wikidata |
|        | les Canals                 | les Masies de Voltregà | masia        |                                                                                     | 42° 03′ 06″ N, 2° 13′ 55″ E / 42.0515840821915°N,2.23182764797196°E |                                            |                     | Modifica les dades a Wikidata |
|        | les Rocasses               | les Masies de Voltregà | masia        |                                                                                     | 42° 01′ 00″ N, 2° 15′ 13″ E / 42.016719512983°N,2.25362504447655°E |                                            |                     | Modifica les dades a Wikidata |
|        | les Serres                 | les Masies de Voltregà | masia        |                                                                                     | 42° 01′ 57″ N, 2° 13′ 42″ E / 42.0325573160141°N,2.22839632986078°E |                                            |                     | Modifica les dades a Wikidata |

## molí d'aigua
| imatge | Nom                     | Ubicat a               | instància de | Detalls                                  | coordenades | Protecció                                  | Commons (més fotos) | Dades a WD                    |
| ------ | ----------------------- | ---------------------- | ------------ | ---------------------------------------- | --- | ------------------------------------------ | ------------------- | ----------------------------- |
|        | Molí Vell               | les Masies de Voltregà | molí d'aigua |                                          | 42° 00′ 35″ N, 2° 15′ 03″ E / 42.0098381522278°N,2.25080714226031°E                                              |                                            |                     | Modifica les dades a Wikidata |
|        | Molí Vell de Conanglell | les Masies de Voltregà | molí d'aigua |                                          | 42° 02′ 48″ N, 2° 14′ 18″ E / 42.0467736085843°N,2.23843484359303°E                                              |                                            |                     | Modifica les dades a Wikidata |
|        | Molí de Cornelles       | les Masies de Voltregà | molí d'aigua |                                          | 42° 02′ 05″ N, 2° 13′ 20″ E / 42.0347408992073°N,2.22231724478017°E                                              |                                            |                     | Modifica les dades a Wikidata |
|        | Molí de Sorribes        | les Masies de Voltregà | molí d'aigua | Estil: arquitectura popular              | 41° 59′ 03″ N, 2° 14′ 35″ E / 41.98424°N,2.24296°E                                                               | bé integrant del patrimoni cultural català |                     | Modifica les dades a Wikidata |
|        | Molí de Torroella       | les Masies de Voltregà | molí d'aigua | Estil: arquitectura popular 19th century | 41° 59′ 14″ N, 2° 14′ 50″ E / 41.987353°N,2.247098°E ca:Mas Torruella, Burrissola. 08508 Les Masies de Voltregà. | bé integrant del patrimoni cultural català |                     | Modifica les dades a Wikidata |

## muntanya
| imatge | Nom                 | Ubicat a                    | instància de | Detalls | coordenades                                                         | Protecció | Commons (més fotos)                 | Dades a WD                    |
| ------ | ------------------- | --------------------------- | ------------ | ------- | ------------------------------------------------------------------- | --------- | ----------------------------------- | ----------------------------- |
|        | Castell de Voltregà | les Masies de Voltregà      | muntanya     |         | 42° 00′ 37″ N, 2° 12′ 23″ E / 42.010248°N,2.206427°E 859 msnm       |           | Castell de Voltregà (cim)           | Modifica les dades a Wikidata |
|        | Puig les Còpies     | les Masies de Voltregà Orís | muntanya     |         | 42° 03′ 02″ N, 2° 13′ 41″ E / 42.0506°N,2.22816°E 681.1 msnm        |           |                                     | Modifica les dades a Wikidata |
|        | Puigdemalla         | les Masies de Voltregà Orís | muntanya     |         | 42° 02′ 46″ N, 2° 12′ 57″ E / 42.046°N,2.21594°E 692.8 msnm         |           |                                     | Modifica les dades a Wikidata |
|        | el Morral           | les Masies de Voltregà      | muntanya     |         | 42° 01′ 06″ N, 2° 13′ 41″ E / 42.01847222°N,2.22804167°E 672.9 msnm |           |                                     | Modifica les dades a Wikidata |
|        | la Miranda          | les Masies de Voltregà      | muntanya     |         | 42° 01′ 09″ N, 2° 12′ 33″ E / 42.0191°N,2.20922°E 911 msnm          |           | La Miranda (les Masies de Voltregà) | Modifica les dades a Wikidata |

## polígon industrial
| imatge | Nom                             | Ubicat a               | instància de       | Detalls | coordenades                                                         | Protecció | Commons (més fotos) | Dades a WD                    |
| ------ | ------------------------------- | ---------------------- | ------------------ | ------- | ------------------------------------------------------------------- | --------- | ------------------- | ----------------------------- |
|        | Polígon industrial La Torruella | les Masies de Voltregà | polígon industrial |         | 41° 59′ 37″ N, 2° 14′ 18″ E / 41.9936792207145°N,2.23831959470668°E |           |                     | Modifica les dades a Wikidata |
|        | Polígon industrial Talamanca    | les Masies de Voltregà | polígon industrial |         | 42° 02′ 06″ N, 2° 14′ 04″ E / 42.0351289569419°N,2.23449042039857°E |           |                     | Modifica les dades a Wikidata |

## pont
| imatge | Nom               | Ubicat a                       | instància de | Detalls                                                                  | coordenades | Protecció                                  | Commons (més fotos) | Dades a WD                    |
| ------ | ----------------- | ------------------------------ | ------------ | ------------------------------------------------------------------------ | --- | ------------------------------------------ | ------------------- | ----------------------------- |
|        | Pont de Torruella | Gurb les Masies de Voltregà    | pont         | Estil: arquitectura popular Travessa: riera de Sorreigs Estat: bon estat | 41° 59′ 09″ N, 2° 14′ 46″ E / 41.9857289°N,2.2461549°E ca:Mas Torruella, Burrissola, 08508 Les Masies de Voltregà. | bé integrant del patrimoni cultural català |                     | Modifica les dades a Wikidata |
|        | Pont de la Gleva  | Manlleu les Masies de Voltregà | pont         | Estil: arquitectura popular 1941 Travessa: Ter Estat: bon estat          | 42° 00′ 09″ N, 2° 14′ 36″ E / 42.00262°N,2.24325°E ca:Ctra. BV-4608, la Gleva                                      | bé integrant del patrimoni cultural català | Pont de la Gleva    | Modifica les dades a Wikidata |

## Misc
| imatge | Nom                                    | Ubicat a                         | instància de               | Detalls                                  | coordenades | Protecció                                            | Commons (més fotos)                     | Dades a WD                    |
| ------ | -------------------------------------- | -------------------------------- | -------------------------- | ---------------------------------------- | --- | ---------------------------------------------------- | --------------------------------------- | ----------------------------- |
|        | Can Bondia                             | les Masies de Voltregà           | nucli de població          |                                          | 42° 01′ 37″ N, 2° 14′ 06″ E / 42.026875°N,2.23486944°E                                                              |                                                      |                                         | Modifica les dades a Wikidata |
|        | Castell de Voltregà                    | les Masies de Voltregà           | castell                    | Estil: arquitectura romànica             | 42° 00′ 39″ N, 2° 12′ 22″ E / 42.010767°N,2.206141°E 858 msnm                                                       | bé d'interès cultural bé cultural d'interès nacional | Castell de Voltregà                     | Modifica les dades a Wikidata |
|        | Despujol                               | les Masies de Voltregà           | casa consistorial          | Estil: arquitectura popular 17th century | 42° 00′ 45″ N, 2° 15′ 01″ E / 42.012607°N,2.250159°E ca:Ctra. de Vinyoles 483 msnm                                  | bé d'interès cultural bé cultural d'interès nacional | Despujol (les Masies de Voltregà)       | Modifica les dades a Wikidata |
|        | Forn de calç de Sant Llúcia            | les Masies de Voltregà           | forn de calç               | Estil: arquitectura popular              | | bé integrant del patrimoni cultural català           |                                         | Modifica les dades a Wikidata |
|        | Pou de gel de la Teuleria de Casanovas | les Masies de Voltregà           | pou de neu                 | Estil: arquitectura popular              | | bé integrant del patrimoni cultural català           |                                         | Modifica les dades a Wikidata |
|        | Serra de Sobremunt                     | les Masies de Voltregà Sobremunt | serra                      |                                          | 42° 01′ 43″ N, 2° 11′ 35″ E / 42.0285°N,2.19318°E 950 msnm                                                          |                                                      | Serra de Sobremunt                      | Modifica les dades a Wikidata |
|        | Torre de telegrafia de la Gleva        | les Masies de Voltregà           | torre de telegrafia òptica | 19th century                             | 42° 00′ 15″ N, 2° 14′ 20″ E / 42.004246°N,2.238888°E ca:A prop del Santuari de la Mare de Déu de la Gleva 498 msnm  | bé integrant del patrimoni cultural català           | Torre de telegrafia de la Gleva         | Modifica les dades a Wikidata |
|        | creu de terme de la Gleva              | les Masies de Voltregà           | creu de terme              | Estil: arquitectura popular 1945         | 42° 00′ 12″ N, 2° 14′ 26″ E / 42.003289°N,2.240688°E ca:Plaça del Santuari, La Gleva. 08508 Les Masies de Voltregà. | bé integrant del patrimoni cultural català           | Creu de terme de la Gleva               | Modifica les dades a Wikidata |
|        | creu del Morral                        | les Masies de Voltregà           | creu monumental            |                                          | 42° 00′ 59″ N, 2° 13′ 56″ E / 42.0164340271846°N,2.23219042725744°E 624 msnm                                        |                                                      |                                         | Modifica les dades a Wikidata |
|        | font del Roser                         | les Masies de Voltregà           | font                       | Estil: arquitectura popular 18th century | 42° 01′ 17″ N, 2° 12′ 58″ E / 42.021262°N,2.215998°E ca:Camí de Serratosa, paratge Font del Roser 700 msnm          | bé integrant del patrimoni cultural català           | Font del Roser (les Masies de Voltregà) | Modifica les dades a Wikidata |